# Emily Blunt
Emily Olivia Laura Blunt (født 23. februar 1983) er en engelsk skuespiller kendt for sin medvirken i filmene My Summer of Love, Edge of Tomorrow og The Devil Wears Prada. Hun vandt i 2007 en Golden Globe for bedste kvindelige birolle i en tv-serie for sin medvirken i BBCs tvfilm Gideon's Daughter og var nomineret for endnu en pris for The Devil Wears Prada i filmkategorien.

## Personlige liv
Blunt er fra Roehampton i London. Hun er født som et af fire børn af jurist Oliver Blunt QC. Hendes onkel er Crispin Blunt, et konservativt parlamentsmedlems fra Reigate. Som 16-årig flyttede Blunt til Hurtwood House, et college kendt for sit performing arts-program, hvor hun blev opdaget af en agent.
Blunt boede tidligere sammen med sin ekskæreste, den canadiske sanger Michael Bublé, som hun mødte backstage i Melbourne ved australsk tvs Logie Awards i 2005. Bublé troede Blunt var en tv-producer da de mødtes. Hun leverede senere baggrundsvokal på hans covernummer af "Me and Mrs. Jones" på albummet Call Me Irresponsible.
Hun er gift med skuespilleren John Krasinski, der spiller Jim Halpert på den populære tv-serie The Office.

De har to døtre sammen, en født i 2014 og den anden i 2016.

## Filmografi
| År   | Titel                                                    | Rolle                 | Noter                           |
| ---- | -------------------------------------------------------- | --------------------- | ------------------------------- |
| 2003 | Boudica                                                  | Isolda                |                                 |
| 2003 | Henry VIII                                               | Catherine Howard      | Serie                           |
| 2003 | Foyle's War                                              | Lucy Markham          | i episoden War Games            |
| 2004 | Poirot                                                   | Linnet Ridgeway-Doyle | i episoden Death on the Nile    |
| 2004 | My Summer of Love                                        | Tamsin                |                                 |
| 2005 | Empire                                                   | Camane                | miniserie                       |
| 2005 | The Strange Case of Sherlock Holmes & Arthur Conan Doyle | Jean Leckie           |                                 |
| 2005 | Gideon's Daughter                                        | Natasha               | Tv-film                         |
| 2006 | Irresistible                                             | Mara                  |                                 |
| 2006 | The Devil Wears Prada                                    | Emily Charlton        |                                 |
| 2007 | Wind Chill                                               | Pige                  |                                 |
| 2007 | The Jane Austen Book Club                                | Prudie Drummond       |                                 |
| 2007 | Dan in Real Life                                         | Ruthie Draper         |                                 |
| 2007 | Charlie Wilson's War                                     | Jane Liddle           |                                 |
| 2009 | The Simpsons (TV)                                        | Juliet (voice)        | i episoden Lisa the Drama Queen |
| 2009 | Sunshine Cleaning                                        | Norah Lorkowski       |                                 |
| 2009 | The Great Buck Howard                                    | Valerie Brennan       |                                 |
| 2009 | The Young Victoria                                       | Queen Victoria        |                                 |
| 2009 | Curiosity                                                | Emma                  | Kortfilm                        |
| 2009 | Wild Target                                              | Rose                  |                                 |
| 2010 | The Wolfman                                              | Gwen Conliffe         |                                 |
| 2010 | Gulliver's Travels                                       | Princess Glory        |                                 |
| 2010 | Gnomeo and Juliet                                        | Juliet                | stemme                          |
| 2014 | Edge of Tomorrow                                         | Rita                  |                                 |
| 2018 | Mary Poppins vender tilbage                              | Mary Poppins          |                                 |
| 2018 | A Quiet Place                                            | Evelyn Abbott         |                                 |

Teaterroller
- Bliss (2000, Edinburgh Festival) som Maddy
- The Royal Family (2001, West End) som Gwen
- Romeo and Juliet (2002, Chichester Festival Theatre) som Juliet
- Vincent in Brixton (2002, RNT) som Eugenie Loyer

Radioroller
- Bumps and Bruises (2004) som Holly

## Priser
| År   | Pris              | Kategori | Resultat  | For                   |
| ---- | ----------------- | --- | --------- | --------------------- |
| 2004 | BIFA              | Most Promising Newcomer                                                                                            | Nomineret | My Summer of Love     |
| 2005 | LCC               | British Newcomer of the Year                                                                                       | Nomineret | My Summer of Love     |
| 2005 | ESBFA             | Most Promising Newcomer                                                                                            | Vandt     | My Summer of Love     |
| 2006 | Teen Choice Award | Choice Breakout | Nomineret | The Devil Wears Prada |
| 2007 | BAFTA             | Best Actress in a Supporting Role                                                                                  | Nomineret | The Devil Wears Prada |
| 2007 | BAFTA             | Rising Star | Nomineret | The Devil Wears Prada |
| 2007 | LCC               | British Actress of the Year in a Supporting Role                                                                   | Nomineret | The Devil Wears Prada |
| 2007 | MTV Movie Awards  | Best Comedic Performance                                                                                           | Nomineret | The Devil Wears Prada |
| 2007 | ALFS Award        | British Supporting Actress of the Year                                                                             | Vandt     | The Devil Wears Prada |
| 2007 | Golden Globe      | Best Performance by an Actress in a Supporting Role in a Motion Picture                                            | Nomineret | The Devil Wears Prada |
| 2007 | Golden Globe      | Best Performance by an Actress in a Supporting Role in a Series, Mini-Series or Motion Picture Made for Television | Vandt     | Gideon's Daughter     |